# Équipe de Tunisie de football en 1962
L'équipe de Tunisie de football participe en 1962 à la coupe d'Afrique des nations où elle se classe troisième. Elle dispute deux matchs amicaux et un match de préparation avant que ses activités ne soient gelées et que l'entraîneur quitte la Tunisie au mois de juin.

## Matchs

### Rencontres internationales
| Date            | Stade                 | Adversaire | Score | Comp | Buteurs tunisiens                       |
| 14 janvier 1962 | Addis-Abeba, Éthiopie | Éthiopie   | 2-4   | CAN  | Merrichkou 16e, Chérif 29e              |
| 20 janvier 1962 | Addis-Abeba, Éthiopie | Ouganda    | 3-0   | CAN  | Jedidi 3e, Laaouini 53e, Meddeb 85e     |
| 11 mars 1962    | Tripoli, Libye        | Libye      | 3-6   | A    | Laaouini 23e, B. Kerrit 46e, Jedidi 78e |
| 3 juin 1962     | Tunis, Tunisie        | Libye      | 2-2   | A    | Henia 13e, Mahfoudh 57e                 |

### Match de préparation
| Date        | Stade          | Adversaire                                   | Score | Comp | Buteurs tunisiens    |
| 13 mai 1962 | Tunis, Tunisie | Équipe de l'armée britannique ( Royaume-Uni) | 2-0   | A    | Laaouini, Mohieddine |

## Sources
- Mahmoud Ellafi [sous la dir. de], « Les matchs internationaux tunisiens », Almanach du sport. 1956-1973, éd. Le Sport, Tunis, 1974, p. 211-238
- Mohamed Kilani, « Équipe de Tunisie : les rencontres internationales », Guide-Foot 2010-2011, éd. Imprimerie des Champs-Élysées, Tunis, 2010
- Béchir et Abdessattar Latrech, 40 ans de foot en Tunisie, vol. 1, chapitres VII-IX, éd. Société graphique d'édition et de presse, Tunis, 1995, p. 99-176